# Louis Albert Guislain Bacler d'Albe

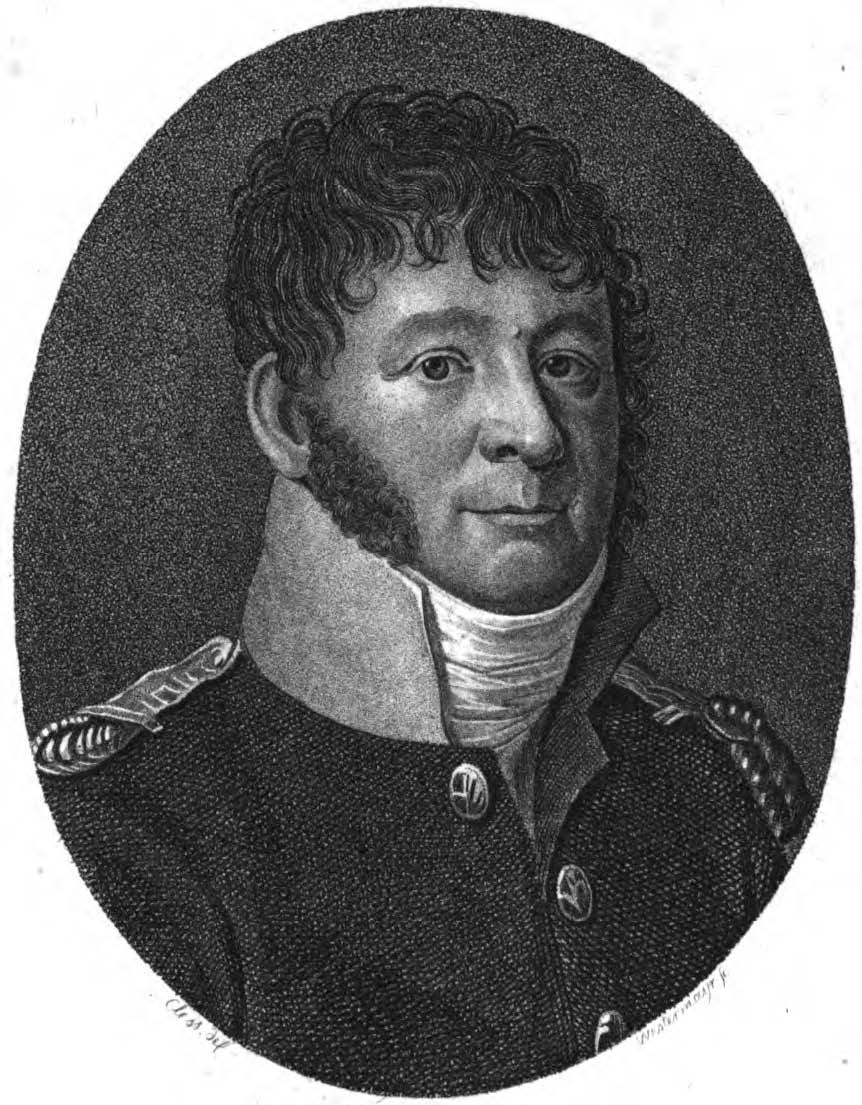
Louis Albert Guislain Bacler d'Albe (1805)

Louis Albert Guislain Bacler d'Albe, född 21 oktober 1761 i Saint-Pol-sur-Ternoise, död 12 september 1824 i Sèvres, var en fransk baron, general, konstnär och kartograf.
Bacler d'Albe, som tjänstgjorde som brigadgeneral under Napoleon I, var främst verksam som landskapsmålare, men framställde även bataljscener. Bland hans förnämsta tavlor kan nämnas Slaget vid Arcole och Slaget vid Lodi. Om hans verksamhet som kopparstickare och litograf vittnar Souvenirs pittoresques de la Suisse, Promenades pittoresques dans Paris et ses environs och hans förträffliga kartverk över Italien (1802).